# Guillén Ramón de Moncada y Castro

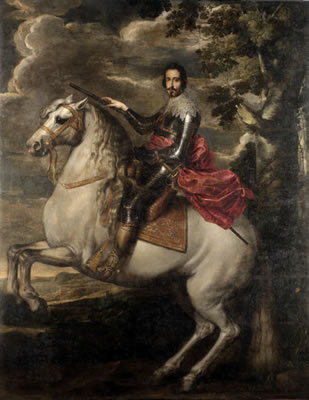
Gaspar de Crayer: Retrato de Guillén Ramón de Moncada, IV marqués de Aytona, ca. 1639; Fundación Casa Ducal de Medinacelli.

Guillén Ramón de Moncada y Castro (Barcelona, 1619-Madrid, 17 de marzo de 1670) fue un noble, militar y hombre de estado español, IV marqués de Aytona, gentilhombre de cámara y consejero de estado de Felipe IV, comendador de La Fresneda y definidor de la orden de Calatrava, gobernador de Galicia y de Cataluña, mayordomo mayor de la reina Mariana de Austria y miembro de la junta de gobierno del reino durante la minoría de edad de Carlos II.

## Biografía
Fue el tercer hijo (primer varón) de Francisco de Moncada y de Margarita de Castro y Alagón, de quienes heredó los títulos de marqués de Aitona y de la Puebla de Castro, conde de Osona, de Marmilla, vizconde de Cabrera, de Bas y de Villamury y grande de España. 
Acompañó a su padre a los Países Bajos, donde pronto ingresó al ejército. Al regresar a España pasó varios años en la corte de Felipe IV, de quien fue gentilhombre. Designado virrey de Galicia en 1645, en 1647 fue nombrado para el mismo puesto en Cataluña, donde tuvo que hacer frente a las revueltas catalanas. En su misión de conquistar el Principado, se enfrentó al ejército francés mandado por Condé.
En 1652, regresó a la corte y fue nombrado consejero de Estado y miembro de la Junta de Gobierno que asesoró a Mariana de Austria durante la minoría de Carlos II. Opuesto a las pretensiones de don Juan José de Austria, en 1669 aceptó el mando de la recién formada Guardia Chamberga, regimiento real destinado a la defensa de Madrid y del rey contra las intenciones del pretendiente. 

Dejó escrito un opúsculo titulado «Discurso militar: proponense algunos inconvenientes de la milicia destos tiempos, y su reparo».
| Predecesor: Enrique Enríquez Pimentel     | Gobernador de Galicia Junio de 1645-1647           | Sucesor: Diego Benavides de la Cueva |
| Predecesor: Diego Mexía Felípez de Guzmán | Virrey de Cataluña Octubre de 1647- diciembre 1647 | Sucesor: Francisco de Melo           |